# Автошлях E09
Європейський маршрут E09 — європейський автомобільний маршрут від Орлеана, Франція до Барселони, Іспанія, довжиною 967 кілометрів. В основному траса йде уздовж траси А20/N20 у Франції. В Іспанії траса Е09 слідує по автомагістралях N-260 і C-16.

## Галерея

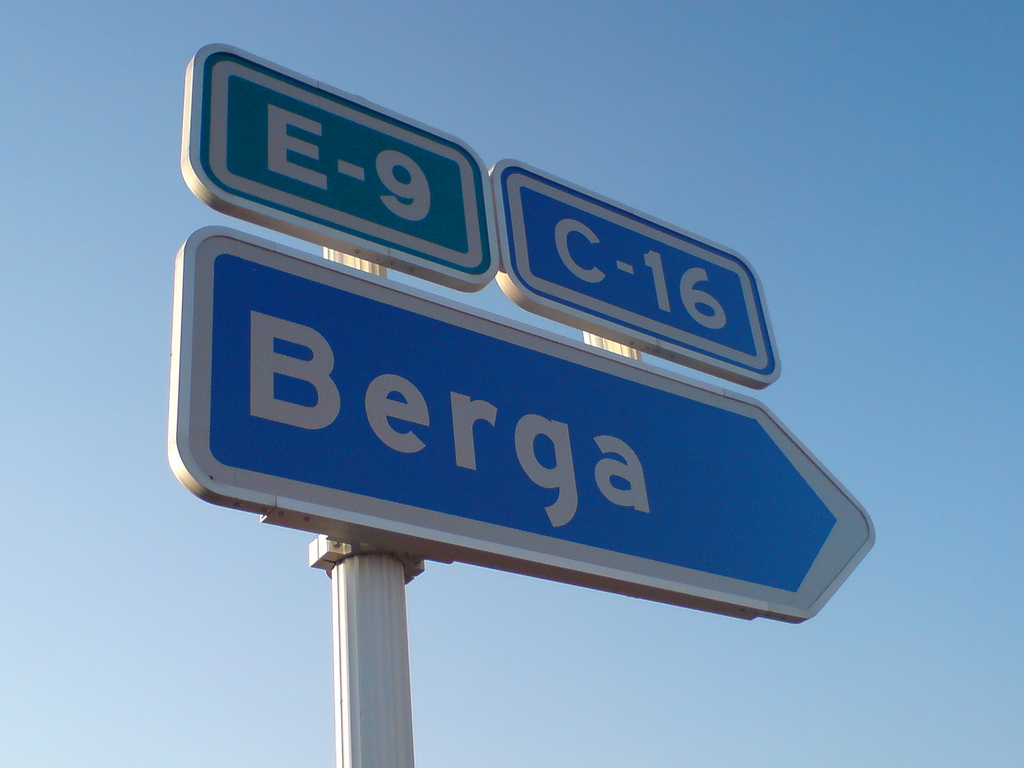
Покажчик на Берга, Іспанія
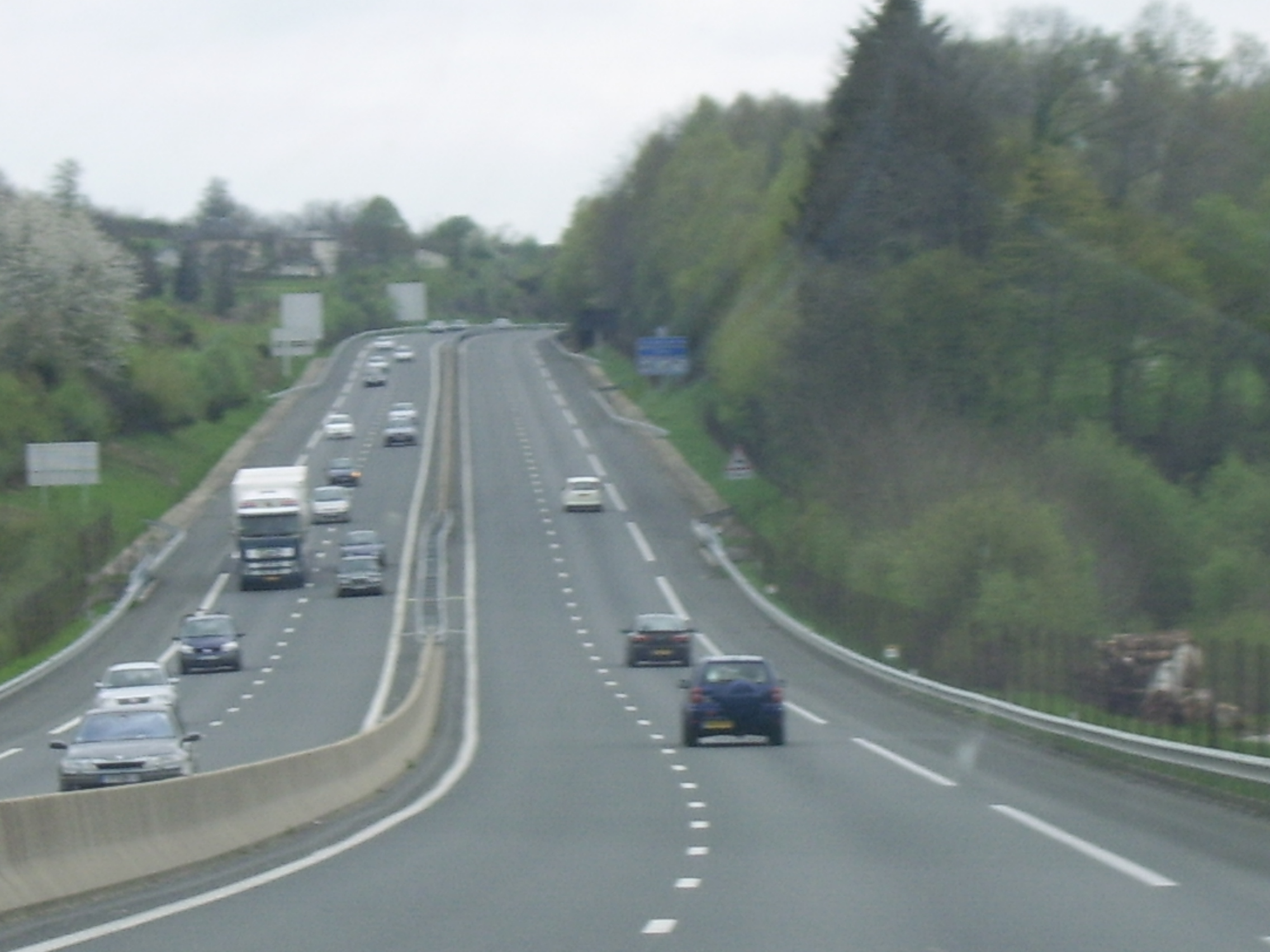
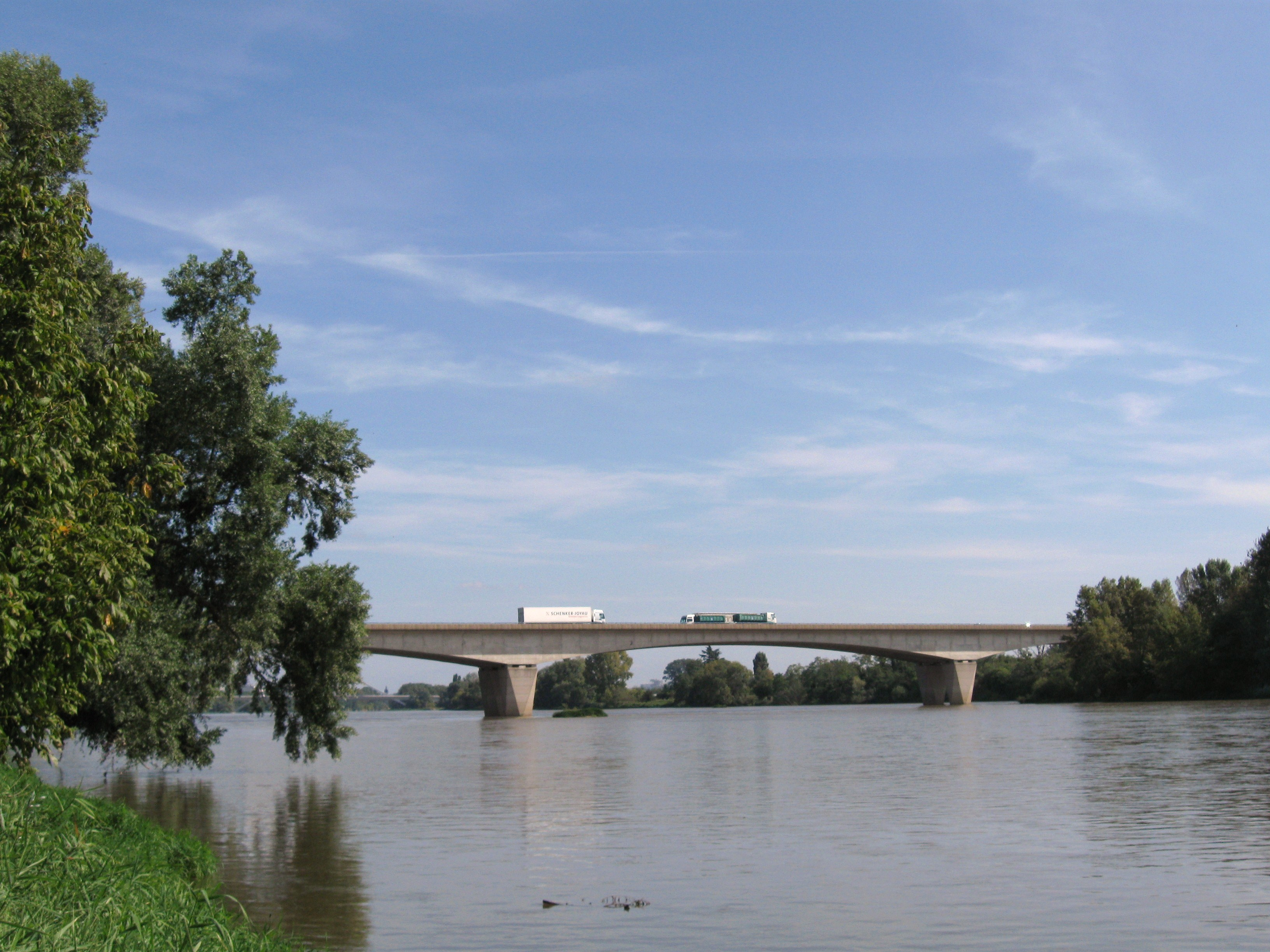
Міст через  Луару біля Орлеан а
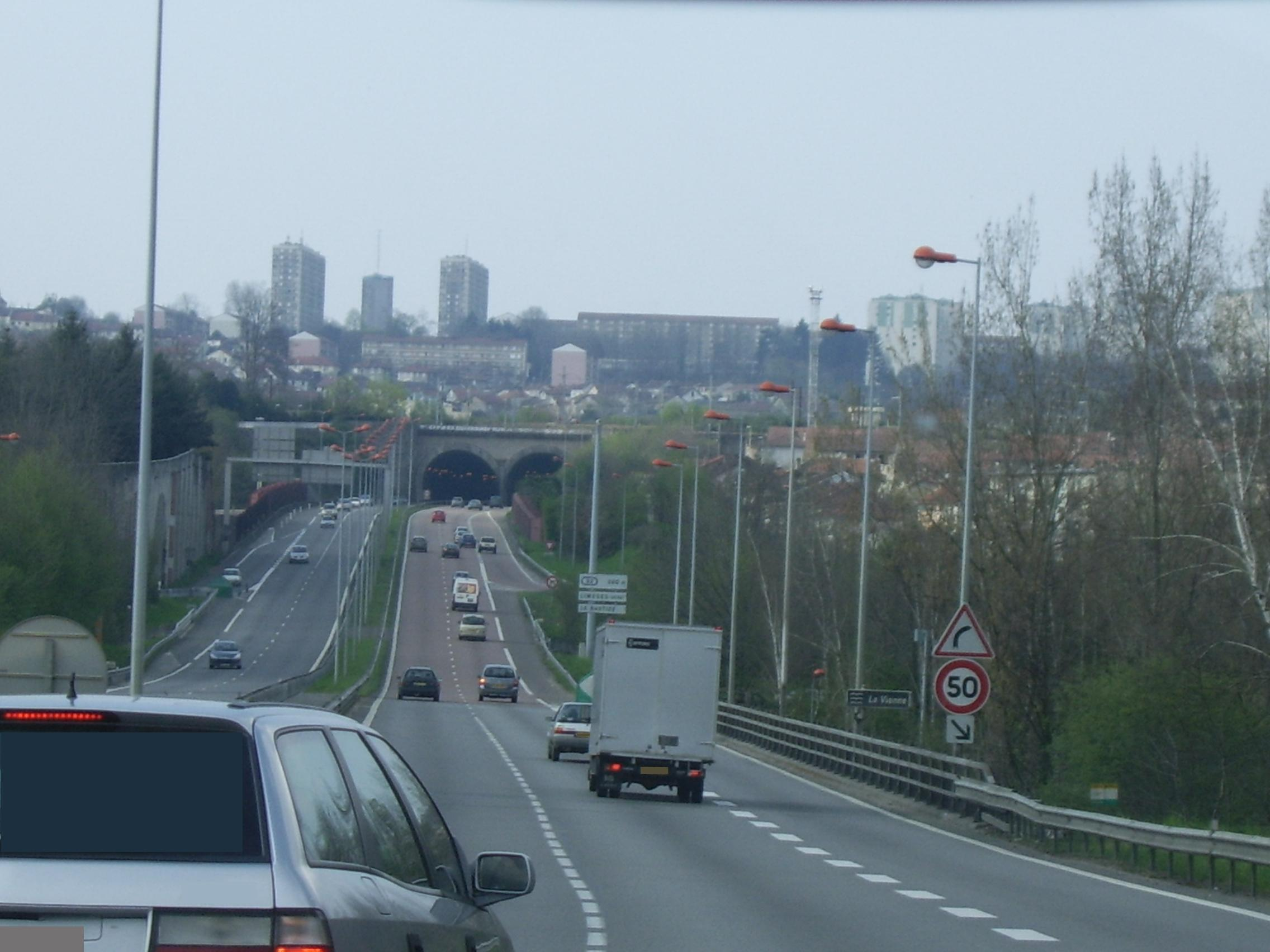
Е09 близько Лімож а